# Mejer
Mejer ist ein deutscher Familienname.

## Herkunft und Bedeutung
Mejer ist eine Variante des Familiennamens Meier.

## Namensträger
- August Mejer (1839–1914), österreichischer Generalmajor
- Bernhard Mejer (1570–1634), deutscher Pastor
- Friedrich von Mejer (1843–1932), deutscher Offizier, zuletzt Generalleutnant
- Johannes Mejer (Dichter) (1605/1606–1659/1660), dänischer Lehrer und Dichter
- Johannes Mejer (Kartograf) (1606–1674), dänischer Mathematiker und Kartograf
- Luise Mejer (1746–1786), erste Frau von Heinrich Christian Boie
- Otto Mejer (1818–1893), deutscher Kirchenrechtler
- Otto Mejer (Journalist) (1888–1959), deutscher Fregattenkapitän und Journalist
- Thomas Mejer (* 1961), Schweizer Jazzmusiker